# Pycnanthemum floridanum
Pycnanthemum floridanum là một loài thực vật có hoa trong họ Hoa môi. Loài này được E.Grant & Epling miêu tả khoa học đầu tiên năm 1943.